# Вовкушевский, Ростислав Иванович
Ростислав Иванович Вовкушевский (22 марта 1917, Полоцк, Российская империя — 14 августа 2000, Санкт-Петербург, Российская Федерация) — российский советский живописец, монументалист, педагог, член Санкт-Петербургского Союза художников (до 1992 года — Ленинградской организации Союза художников РСФСР).

## Биография
Ростислав Вовкушевский родился 22 марта 1917 года в Полоцке.
В 1925 году семья будущего художника переехала в Ленинград. В 1936 Вовкушевский поступил на архитектурный факультет Ленинградского института живописи, скульптуры и архитектуры. Занимался у Павла Шиллинговского, Ивана Билибина, Константина Рудакова, Леонида Овсянникова.
В феврале 1942 вместе с институтом был эвакуирован из блокадного Ленинграда в Самарканд. В июне 1942 года был призван в Красную Армию. В качестве артиллериста принимал участие в боях на Волховском и 2-м Белорусском фронтах, в освобождении Польши и Прибалтики. Был ранен, отмечен боевыми наградами: Орденом Красной Звезды, медалями «За боевые заслуги», «За оборону Ленинграда», «За взятие Кенигсберга», «За победу над Германией».
После завершения Великой Отечественной войны и демобилизации Вовкушевский вернулся к учёбе и в 1949 году окончил институт по мастерской профессора Виктора Орешникова с присвоением звания художника живописи. Дипломная работа — картина «Альпинисты».
Вовкушевский участвовал в выставках с 1949 года. В этом же году был принят в члены Ленинградского Союза советских художников. Писал натюрморты, портреты, пейзажи, жанровые композиции, работал в технике станковой и монументальной живописи. Персональная выставка в Петербурге (1995). Преподавал в Высшем художественно-промышленном училище имени В. И. Мухиной (1949—1959). В 1960—1970 годах работал на творческой базе ленинградских художников в Старой Ладоге. В 1989—1992 годах работы Р. И. Вовкушевского с успехом были представлены на выставках и аукционах русской живописи L' Ecole de Leningrad во Франции.
Среди основных произведений Вовкушевского в монументальной живописи панно «Комсомол», «Победа», «Горняцкая слава» (Норильск, 1962), мозаичное панно «Музыка» (Кингисепп, 1979), «Ленинград» (Ленинград, гостиница «Прибалтийская», 1977), торжественный занавес зрительного зала ДК им. Ленина (Таганрог). 
Для творческой манеры Вовкушевского в станковой живописи были характерны приёмы декоративной живописи с присущей ей чёткостью силуэта, локальным и насыщенным цветом, несколько условным рисунком и композицией. Колорит декоративно-плоскостный. Большое внимание уделял ритмической организации холста, используя приёмы лёгкой деформации объёмов и пространства. Автор картин «Горный пейзаж. Тянь-Шань» (1950), «Вечер в горах» (1951), «Завтрак. Натюрморт», «Пейзаж» (обе 1956), «Старый Новгород» (1957), «Новгородский вечер» (1958), «Дары земли», «После дождя» (обе 1959), «Зимний натюрморт» (1960), «Натюрморт», «Прикарпатье» (обе 1962), «Обед», «Портрет сына и дочери» (обе 1965), «Шахтерский натюрморт» (1967), «Портрет дочери» (1978), «Натюрморт с лимоном» (1980), «Натюрморт с жёлтой материей» (1981), «Девочка и птица» (1986), «В мастерской» (1988), «Натюрморт с жёлтой тканью», «Голубое и красное» (обе 1991) и других.
Скончался 14 августа 2000 года в Санкт-Петербурге на 84-м году жизни. 

## Работы находятся в собраниях
Произведения Р. И. Вовкушевского находятся в музеях и частных собраниях в России, Германии, Великобритании, США, Японии, Италии, Франции и других странах.

## Выставки
- 1951 год (Ленинград): Выставка произведений ленинградских художников 1951 года в залах ЛОСХ.
- 1951 год (Ленинград): Выставка произведений ленинградских художников 1951 года в Государственном Русском музее.
- 1952 год (Ленинград): Выставка произведений ленинградских художников 1952 года.
- 1954 год (Ленинград): Выставка произведений ленинградских художников 1954 года в Государственном Русском музее.
- 1956 год (Ленинград): Осенняя выставка произведений ленинградских художников 1956 года.
- 1957 год (Ленинград): 1917 - 1957. Юбилейная выставка ленинградских художников, посвящённая 40-летию Великой Октябрьской социалистической революции.
- 1957 год (Мурманск): Передвижная выставка произведений ленинградских художников 1957 года.
- 1958 год (Ленинград): Осенняя выставка произведений ленинградских художников 1958 года.
- 1960 год (Ленинград): Выставка произведений ленинградских художников 1960 года в залах ЛОСХ.
- 1960 год (Ленинград): Выставка произведений ленинградских художников в Государственном Русском музее.
- 1962 год (Ленинград): Осенняя выставка произведений ленинградских художников 1962 года].
- 1965 год (Ленинград): Весенняя выставка произведений ленинградских художников 1965 года.
- 1968 год (Ленинград): Осенняя выставка произведений ленинградских художников 1968 года.
- 1970 год (Ленинград): Выставка произведений ленинградских художников, посвящённая 25-летию победы над фашистской Германией.
- 1987 год (Ленинград): Выставка произведений ленинградских художников — ветеранов Великой Отечественной войны.
- 1988 год (Ленинград): «Интерьер и натюрморт». Выставка произведений живописи художников Российской Федерации.
- 1994 год (Санкт-Петербург): Выставка «Ленинградские художники. Живопись 1950-1980 годов» в залах Санкт-Петербургского Союза художников.
- 1995 года (Санкт-Петербург): Выставка «Лирика в произведениях художников военного поколения. Живопись. Графика» в Мемориальном музее Н. А. Некрасова.
- 1996 год (Санкт-Петербург): Выставка «Живопись 1940-1990 годов. Ленинградская школа» в Мемориальном музее Н. А. Некрасова.
- 1997 год (Санкт-Петербург): Выставка «Натюрморт в живописи 1950-1990 годов. Ленинградская школа» в Мемориальном музее Н. А. Некрасова.
- 1997 год (Санкт-Петербург): Выставка «Связь времен. 1932—1997. Художники — члены Санкт-Петербургского Союза художников России. К 65-летию Санкт-Петербургского Союза художников» в ЦВЗ «Манеж».